# Jimmy White
James Warren „Jimmy“ White, MBE (* 2. Mai 1962 in London) ist ein englischer Snookerspieler. Er zählt zu den populärsten Vertretern dieses Sports.

## Karriere
White begann im Alter von neun Jahren mit dem Snooker. Zusammen mit Tony Meo soll er, um üben zu können, die Schule geschwänzt haben. Es heißt sogar, der Direktor seiner Schule habe ihm im Teenageralter erlaubt, dafür den Unterricht am Nachmittag ausfallen zu lassen, solange er ihn wenigstens vormittags besuchte.
Zunächst wurde er von einem Taxifahrer unterstützt und auch zu lokalen Preisgeldturnieren gefahren.
Das erste Mal machte Jimmy White auf sich aufmerksam, als er die National Under 16 Championship gewann. Er galt in dieser Altersklasse als der beste Snookerspieler aller Zeiten. Mit 16 Jahren und 11 Monaten gewann er die Englischen Amateurmeisterschaften und qualifizierte sich damit für die IBSF-Amateurweltmeisterschaft, wo er bis heute (Stand: Februar 2015) der jüngste Sieger ist (er war damals 18 Jahre und 191 Tage alt).
1980 wechselte er ins Profilager. Gleich im ersten Jahr qualifizierte er sich für die Weltmeisterschaft im Crucible Theatre in Sheffield. Er unterlag allerdings schon in Runde 1 dem späteren Weltmeister Steve Davis.
1981 gewann er die Northern Ireland Classic. Im Frühjahr 1982 kam er bei der Weltmeisterschaft bis ins Halbfinale, das er gegen Alex Higgins nach einer 15:14-Führung und einem vermeintlich sicheren Vorsprung im 30. Frame nach einem legendären Break von Higgins noch mit 15:16 verlor. Die Begegnung zählt zu den besten, die je bei einer Weltmeisterschaft gespielt wurden. Nach anderthalb Jahren als Profi belegte White Platz 10 der Weltrangliste.

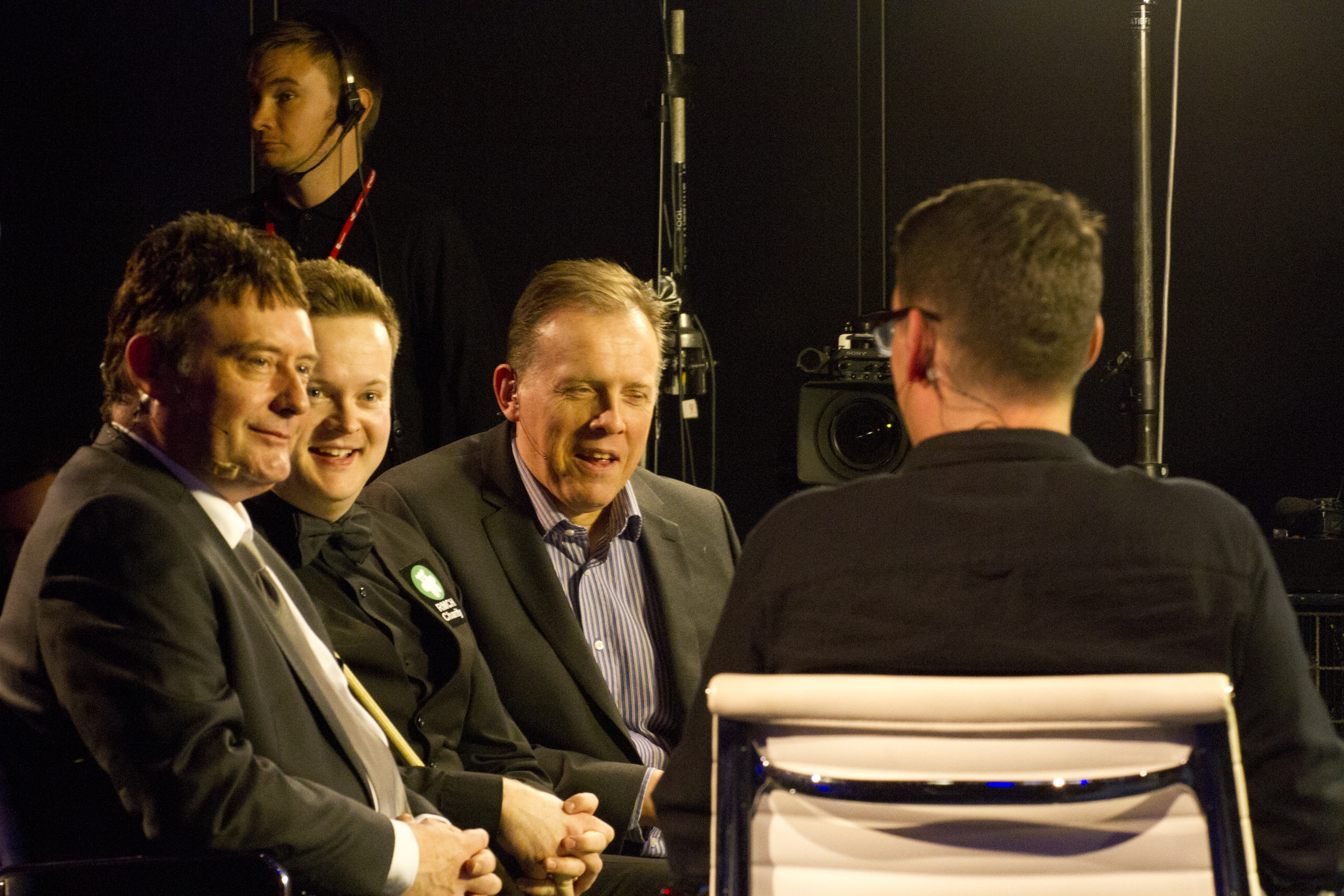
White mit Co-Kommentator Neal Foulds in einem Interview mit Shaun Murphy beim German Masters 2015

1984 erreichte er zum ersten Mal das Finale der Weltmeisterschaft, das er mit 16:18 gegen Steve Davis verlor. Zwei Jahre später gewann er sein erstes Weltranglistenturnier, die Mercantile Credit Classic.
1987 belegte er Position 2 der Weltrangliste, die beste Platzierung in seiner Karriere.
Von 1990 bis 1994 erreichte er fünf Mal in Folge das Finale der Weltmeisterschaft, er konnte es aber nie gewinnen. Zum Teil verlor er die Partien in einer für ihn so typischen, dramatischen Weise: 1992 führte er gegen Stephen Hendry mit 14:8 und unterlag noch mit 14:18, 1994 verschoss er (wieder gegen Hendry) beim Stande von 17:17 eine „einfache“ schwarze Kugel vom Spot – Hendry räumte ab und White hatte erneut den WM-Titel verpasst.
2005 kündigte Jimmy White an, dass er auch Poolbillard mit Ronnie O’Sullivan auf der International Pool Tour spielen würde.
White war zusammen mit Neal Foulds Live-Kommentator für Eurosport-UK beim German Masters 2015 im Berliner Tempodrom.
Seine Erstrundenniederlage während der Qualifikation zur WM 2017 gegen Jack Lisowski führte nach 37 Jahren Zugehörigkeit zum Verlust seiner Spielberechtigung auf der Main-Tour. Durch die in diesem Jahr stattfindenden WM-Jubiläen, 90 Jahre seit Erstauflage 1927 und 40 Jahre Crucible Theatre, vergab Barry Hearn, Vorsitzender des Weltsnookerverbandes WPBSA, erstmals „Invitation-Cards“ an ihn und Ken Doherty für zwei weitere Saisons bis 2019. Diese wurde am 3. Mai 2019 für ihn für zwei weitere Jahre verlängert.

## Erfolge

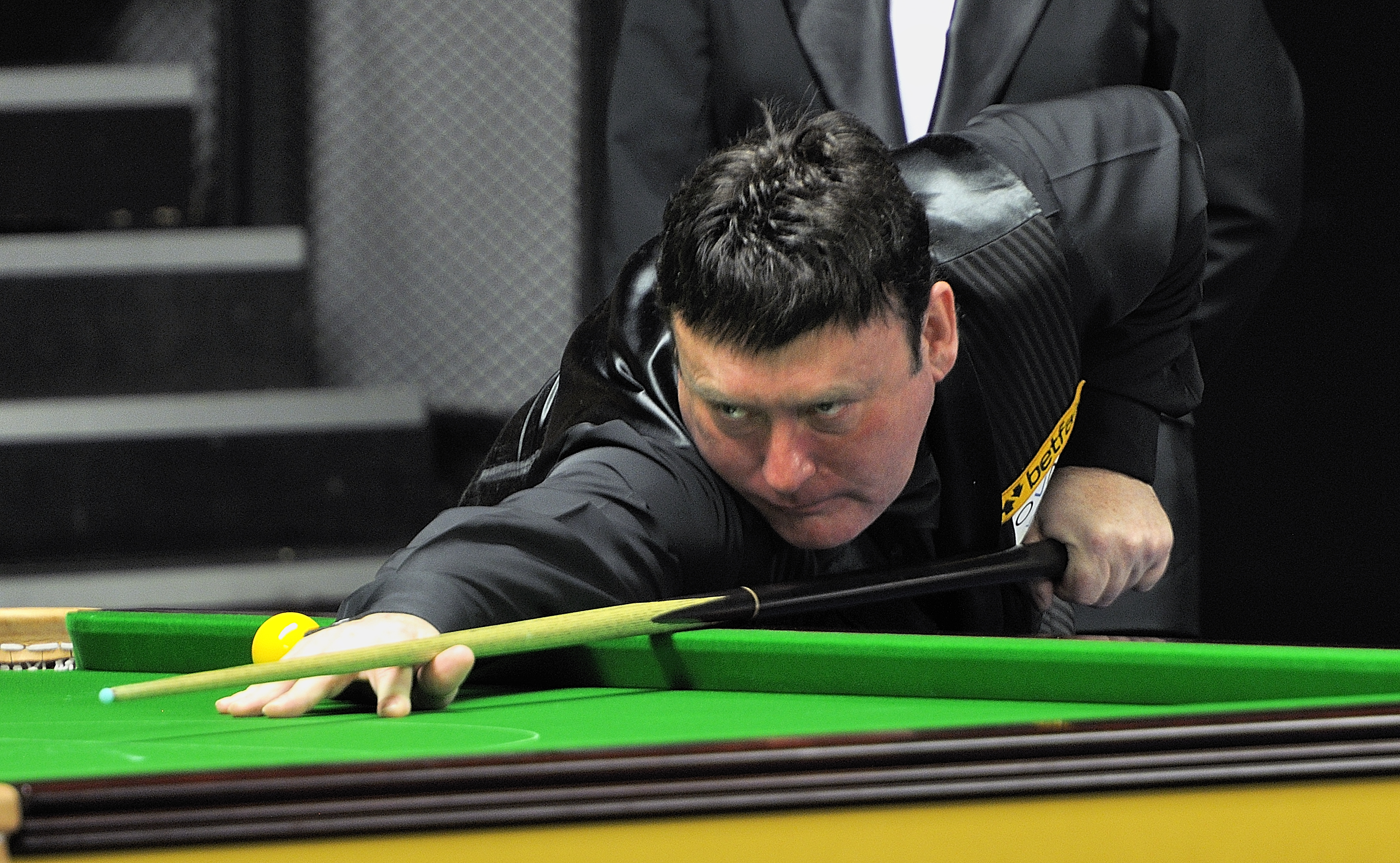
Jimmy White beim Snooker German Masters 2013

White erreichte während seiner Karriere zahlreiche Endspiele, unter anderem die im Folgenden aufgelisteten Endspiele von Triple-Crown-Turnieren. Alle weiteren Endspiele sind unter dem oben angegebenen Link zu finden.
| Ausgang  | Jahr | Turnier                  | Finalist        | Frames |
| -------- | ---- | ------------------------ | --------------- | ------ |
| Sieger   | 1984 | Masters                  | Terry Griffiths | 9:5    |
| Finalist | 1984 | Snookerweltmeisterschaft | Steve Davis     | 16:18  |
| Finalist | 1986 | Masters                  | Cliff Thorburn  | 5:9    |
| Finalist | 1987 | UK Championship          | Steve Davis     | 14:16  |
| Finalist | 1990 | Snookerweltmeisterschaft | Stephen Hendry  | 12:18  |
| Finalist | 1991 | Snookerweltmeisterschaft | John Parrott    | 11:18  |
| Finalist | 1991 | UK Championship          | John Parrott    | 13:16  |
| Finalist | 1992 | Snookerweltmeisterschaft | Stephen Hendry  | 14:18  |
| Sieger   | 1992 | UK Championship          | John Parrott    | 16:9   |
| Finalist | 1993 | Snookerweltmeisterschaft | Stephen Hendry  | 5:18   |
| Finalist | 1994 | Snookerweltmeisterschaft | Stephen Hendry  | 17:18  |

## Verschiedenes
Sein Spitzname „Whirlwind of London Town“ bezieht sich auf sein schnelles Spiel. Der „Wirbelwind“ zählt zu den beliebtesten Snookerspielern. Neben seinem Spielstil ist er auch für seine außergewöhnliche Fairness bekannt. Wegen seiner sechs teilweise dramatischen Niederlagen in WM-Finalpartien hat er den Ruf, der beste Snookerspieler zu sein, der nie Weltmeister geworden ist.
White ist Träger des MBE. Gegen drei andere Snookerspieler, denen die gleiche Ehre zuteilwurde, hat Jimmy White jeweils ein WM-Finale verloren: John Parrott, Steve Davis und Stephen Hendry.
In dem 1990 erschienenen Kung-Fu- und Billard-Film Legend of the Dragon von Stephen Chow hatte White einen Cameo-Auftritt als er selbst.
2004 wurde er wegen Drogenbesitzes (Kokain) festgenommen, er kam aber mit einer polizeilichen Verwarnung davon.
Vom 15. November bis zum 4. Dezember 2009 nahm er an der britischen Fernsehshow I’m a Celebrity…Get Me Out of Here! teil und wurde Dritter.
Jimmy White ist verheiratet und hat fünf Kinder.